# S-LCD
S-LCD(에스 엘시디, 영어: S-LCD Corporation, 일본어: エス・エルシーディー)는 소니와 삼성전자가 합작으로 설립한 액정 디스플레이 패널 생산 회사이다. 자본금은 2조 1000억 원으로, 삼성전자가 전 주식의 50%+1주, 소니가 50%-1주를 출자하였다. 원래 삼성전자의 공장이 있던 대한민국 충청남도 아산시 탕정에 있다. 현재 제 7세대 패널을 생산하고 있으며, 8세대 패널 생산을 위한 합의가 있었다. 현재 월간 생산 능력은 1870mm×2200 mm 패널 6만장이다.

## 역사
- 2003년: '삼성전자'와 '소니'가 7세대 박막 트랜지스터 액정 디스플레이 패널을 생산하기 위해 합작 기업 설립에 합의
- 2004년: '에스 엘시디'가 설립
- 2005년: 7세대 액정 디스플레이 텔레비전용 패널이 양산되기 시작
- 2011년: '소니'의 부진으로' 소니'가 보유한 지분 50%를 '삼성전자'에 매각
- 2012년: 2012년 7월 '삼성전자 LCD 사업부', '삼성모바일디스플레이'와 같이 통합하여 '삼성디스플레이"라는 이름으로 재출범

## 같이 보기
- 삼성전자
- 소니
- LG디스플레이
- 샤프 주식회사
- AU 옵트로닉스 (AUO)
- 치메이 옵토일렉트로닉스 (CMO)